# The Roaring Silence
The Roaring Silence — седьмой студийный альбом британской рок-группы Manfred Mann’s Earth Band, выпущенный 27 августа 1976 года лейблом Bronze Records в Великобритании и лейблом Warner Bros. Records в США. Альбом поднялся до #10 в Billboard 200 и является самым коммерчески успешным за все время существования группы. Переиздан в 1998 году с добавлением бонус-треков: двух сингл-версий «Spirits in the Night» (композиции с предыдущего альбома Nightingales and Bombers) с вокалом Мика Роджерса и Криса Томпсона.

## Об альбоме
На этом альбоме появляются двое новых участников Manfred Mann’s Earth Band: Крис Томпсон и Дэвид Флетт, заменившие Роджерса, который покинул группу после записи Nightingales and Bombers, однако все же принял участие в записи The Roaring Silence в качестве бэк-вокалиста и соавтора двух композиций. В записи также участвовала джазовая саксофонистка Барбара Томпсон и три приглашенные вокалистки.
Наиболее известным произведением этого альбома является первая композиция «Blinded by the Light», которая представляет собой обработку одноименной песни американского музыканта Брюса Спрингстина с дебютного альбома Greetings from Asbury Park, N.J. (1973). Она была переиздана в виде сингла (с композицией «Starbird No. 2» на второй стороне), достигшего #1 в Billboard Hot 100 (1977), многократно исполнялась на концертах Manfred Mann’s Earth Band в разные годы и стала одной из самых популярных и узнаваемых песен группы.
Вторая композиция «Singing the Dolphin Through» является обработкой произведения шотландского композитора и музыканта Майка Херона, участника группы The Incredible String Band. Песня «The Road to Babylon» основана на тексте Псалма 136:1 «На реках вавилонских». В «Starbird» использован фрагмент из балета «Жар-птица» Стравинского, а завершающая альбом композиция «Questions» основана на музыкальной теме из «Impromptu in G flat Major» Франца Шуберта.

## Список композиций

### сторона А
1. «Blinded by the Light» (Брюс Спрингстин) – 7:08
2. «Singing the Dolphin Through» (Майк Херон) – 8:19
3. «Waiter There's a Yawn in My Ear» (Манн) – 5:39

### сторона Б
1. «The Road to Babylon» (Манн, Слейд, Роджерс, Паттенден) – 6:53
2. «This Side of Paradise» (Манн, Слейд, Роджерс, Паттенден) – 4:47
3. «Starbird» (Манн, Слейд) – 3:09
4. «Questions» (Манн, Слейд) – 4:00

## Участники записи
- Манфред Манн – Клавишные инструменты, бэк-вокал
- Колин Паттенден – Бас-гитара
- Дэвид Флетт – гитара
- Крис Томпсон – вокал, гитара
- Крис Слейд – Ударные, перкуссия, бэк-вокал

приглашённые музыканты:
- Doreen Chanter - бэк-вокал
- Irene Chanter - бэк-вокал
- Susanne Lynch - бэк-вокал
- Мик Роджерс –  бэк-вокал
- Барбара Томпсон - саксофон